# Драбкин, Артём Владимирович
Артём Влади́мирович Дра́бкин (род. 25 июля 1971, Москва) — российский общественный деятель и писатель. Руководитель интернет-проекта «Я помню» (в 2001–2014), автор сборников интервью с ветеранами Великой Отечественной войны. Составитель серий книг воспоминаний ветеранов «Солдатские дневники» и «Окопная правда». Сценарист документальных фильмов и сериалов.

## Биография
Отец - Владимир Владимирович (ум. 1983), внебрачный сын Владимира Павловича Милютина и младший брат Елизаветы Яковлевны Драбкиной.
Окончил биолого-химический факультет Московского педагогического университета, кандидат биологических наук.
С 2000 по 2014 руководитель-создатель интернет-проекта «Я помню», в рамках которого вместе со своей командой собрал более четырех тысяч воспоминаний участников Великой Отечественной войны, а также у сотен бывших немецких военных (среди них, например — у Hugo Broch). 
В 2013–2015 гг. заместитель директора по развитию Wargaming-Rus.
Создатель и идеолог военно-исторического портала Warspot («Военное обозрение»), в котором работал с 2014 по 2016 гг. 
Ведущий канала Tactic Media на YouTube, созданного им в 2019-м. С 2021-го директор фонда «Я помню». В 2020 с Дмитрием Пучковым, при поддержке государственного Института развития интернета, реализовал проект «Я помню. Расскажи мне о войне» — на канале Пучкова вышли 37 десятиминутных видеороликов с рассказами ветеранов. 
В 2022 году публично поддержал мобилизацию в России, сравнив российское вторжение в Украину с Великой Отечественной войной.
Гражданин Израиля с 2016-го года.
Есть двое детей.
Занимается устной историей: собирает и публикует в интернете и книгах воспоминания ветеранов ВОВ. Упоминал, что "немного участвовал в боевых действиях (в Беслане и Грузии), попадал под огонь".

## Награды и премии
- 2001—2012 — Грант Министерства Российской Федерации по делам печати, телерадиовещания и средств массовых коммуникаций на создание сайта «Я помню».
- Royal Television Society Journalism Aawards News — International: ITV News at 10.30 — «The Beslan Siege 2005»
- 2005 — Prix Bayeux-Calvados award Television
- Nimphe d’Ore 45 festival de television de Monte-Carlo Beslan school seige ITN: «Meilleur Reportage d’Actualite 2005»
- 2006 — Всероссийский конкурс СМИ «Патриот России». Диплом победителя конкурса в номинации «За организацию и проведение патриотической акции в СМИ» — «Сергей Смирнов» (специальный приз)

## Книги
Некоторые книги и публикации:
- Драбкин А. Я дрался на Ил-2. — Москва: Яуза, Эксмо, 2005. — 416 с. — ISBN 5-699-11271-5.
- Драбкин А. Я дрался на истребителе. Принявшие первый удар. 1941—1942. — Москва: Яуза, Эксмо, 2006. — 512 с. — (Война и мы). — 7000 экз. — ISBN 5-699-15419-1.
- Драбкин А. Я дрался на Т-34. — Москва: Яуза, Эксмо, 2005. — 352 с. — (Война и мы). — ISBN 5-699-09092-4. Архивировано 10 апреля 2008 года.
- Драбкин А. Я дрался с асами Люфтваффе. На смену павшим. 1943—1945. — Москва: Яуза, Эксмо, 2006. — ISBN 5-699-17582-2. Архивировано 20 июня 2008 года.
- Драбкин А. Я дрался с Панцерваффе. «Двойной оклад — тройная смерть!». — М.: Яуза, Эксмо, 2007. — (Война и мы). — 10 000 экз. — ISBN 978-5-699-20524-0.
- Драбкин А. Я дрался на Т-34. Книга вторая. — Москва: Яуза, Эксмо, 2008. — (Война и мы). — ISBN 978-5-699-26787-3. Архивировано 26 октября 2008 года.
- Драбкин А. Я дрался на По-2. — Москва: Яуза, Эксмо, 2007. — (Война и мы). — ISBN 978-5-699-24860-5. Архивировано 3 октября 2008 года.
- Драбкин А. Я дрался на Пе-2: Хроники пикирующих бомбардировщиков. — Москва: Яуза, Эксмо, 2009. — (Война и мы). — ISBN 978-5-699-32216-9. Архивировано 1 марта 2010 года.
- Драбкин А. Я дрался на бомбардировщике. «Все объекты разбомбили мы дотла». — Москва: Яуза, Эксмо, 2010. — 256 с. — (Война и мы). — 7000 экз. — ISBN 978–5–699–40375–2.
- Artem Drabkin. Barbarossa and the retreat to Moscow. — South Yorkshire: Pen and Sword Books, 2007. — 224 с. — ISBN 1844155633. Архивировано 2 октября 2008 года.
- Драбкин А. Танкисты. «Мы погибали, сгорали…». — М.: Эксмо, Яуза, 2012. — 224 с. — 4000 экз. — ISBN 978-5-699-52016-9.

### В соавторстве
- Драбкин А., Исаев А. 22 Июня. Черный день календаря. — Москва: Яуза, Эксмо, 2008. — 224 с. — (1941). — 8000 экз. — ISBN 978-5-699-27211-2. Архивировано 13 октября 2008 года.
- Artem Drabkin and Bair Irincheev. Karelian front photoalbum. Архивировано 26 октября 2008 года.
- Драбкин А., Михин П. «Мы дрались с „Тиграми“». — М. Эксмо, Яуза, 2010. 696 с. — ISBN 978-5-699-39661-0
- Драбкин А., Иринчеев Б. «А зори здесь громкие». Женское лицо войны — М. Эксмо, Яуза, 2012. 288 с. — ISBN 978-5-699-58145-0
- Драбкин А., Исаев А. «Barbarossa Through Soviet Eyes: The First Twenty-Four Hours» — Pen & Sword, 2012. — ISBN 978-1844159239
- Драбкин А., Бровцин А. «Сапер ошибается один раз». Войска переднего края . — М. Эксмо, Яуза, 2012. 256 с. — ISBN 978-5-699-57432-2
- Драбкин А., Бровцин А. «Проверено — мин нет». Саперы Великой Отечественной: «потом и кровью» . — М. Эксмо, Яуза, 2012. 256 с. — ISBN 978-5-699-58322-5
- Драбкин А., Койфман Г. «Я дрался в штрафбате. „Искупить кровью!“». — М. Эксмо, Яуза, 2013. 320 с. — ISBN 978-5-699-65480-2
- Авторский коллектив. Подвиг 2-й ударной армии. Любанская наступательная операция / под общей редакцией А. В. Драбкина. — М.: Яуза-каталог, 2022. — 704 с. — 1500 экз. — ISBN 978-5-00155-517-9.
- Авторский коллектив. Донбасс 1943. Освобождение индустриального сердца России / под общей редакцией А. В. Драбкина. — М.: Яуза-каталог, 2023. — 736 с. — 2000 экз. — ISBN 978-5-00155-605-3.

## Документальные сериалы[5]
- 2010 — Великая война (в соавторстве с Алексеем Исаевым)
- 2010 — Освободители
- 2013 — Диверсанты (в соавторстве с Александром Колпакиди).
- 2014 — Война в Корее (в соавторстве с Владимиром Крупником)